# Заря (Новопокровский район)
Заря — посёлок в Новопокровском районе Краснодарского края.
Входит в состав Незамаевского сельского поселения.

## География

### Улицы
- ул. Зелёная,
- ул. Интернациональная,
- ул. Мира,
- ул. Садовая,
- ул. Северная.

## Население
| 2002 | 2010 |
| ---- | ---- |
| 341  | ↘239 |